# Canthylidia neurota
Canthylidia neurota là một loài bướm đêm trong họ Noctuidae.